# Миколюк Нестор Степанович
Не́стор Степа́нович Миколю́к (30 жовтня 1946, с. Колодіївка, нині  Тернопільського району Тернопільської області, Україна — 17 листопада 2017, місто Тернопіль) — український господарник, громадський діяч. Кандидат економічних наук (1991).

## Життєпис
Закінчив Львівський лісотехнічний інститут (1970, нині університет).
Працював учителем восьмирічної школи в селі Криве Підволочиського району (1964—1965), у смт Підволочиськ: майстром райшляхбуду (1970—1971), від 1971 — головний інженер, 1973 — начальник міжколгоспшляхбуду. 1978 — заступник голови, голова правління колгоспу в с. Старий Скалат Підволочиського району.
Від 1984 — 2-й, від 1986 — 1-й секретар Підволочиського районного комітету КПУ Тернопільської області.
У квітні 1989 — 15 вересня 1990 — секретар, з 15 вересня 1990 по серпень 1991 року — 2-й секретар Тернопільського обласного комітету КПУ.
1992—1998 — у редакції журналу «Тернопіль» і однойменному книжково-журнальному видавництві: економіст, головний економіст, менеджер, директор видавництва. Депутат Тернопільської обласної ради (від 2002).
У 1998—2005 роках — голова Підволочиської РДА, від квітня 2005 — радник голови Тернопільської обласної ради.